# Esteve I d'Ibèria
Esteve o Stephanos I d'Ibèria (en georgià: სტეფანოზ I, Step'anoz I) fou príncep-primat d'Ibèria de la dinastia dels Guaràmides; va regnar del 590 al 627 segons la cronologia rectificada de Cyril Toumanoff.
Segons la "Crònica georgiana", Stephanos I era un bagràtida, fill de « Guaram el Curopalata » que va regnar 19 anys com « mthawar dels eristhavis de Geòrgia » del 600 al 619.
Cyril Toumanoff i els historiadors moderns refusen aquesta llegendària filiació bagràtida i estimen que Stephanos o Esteve I era un príncep de la família dels Guaràmides sortida d'una branca menor de la vella dinastia dels reis d'Ibèria que regnava sobre el principat de Kalarzene-Djavakhètia.
El pare de Esteve, Guaram o Gurguèn I d'Ibèria, qualificat de « hegemon » el 572/575, va rebre l'any 588 el títol de « príncep-primat d'Ibèria » i de curopalata de l'Imperi Romà d'Orient després de l'abolició de la monarquia a Ibèria pels sassànides l'any 580. Cap al 590 Esteve I va assumir la successió del seu pare com príncep de Javakètia-Calarzene i príncep-primat d'Ibèria.
Es posseeixen monedes amb el nom de Stép’anoz. En un model només figuren les consonants del seu nom envoltades de creixents « S.P’.N.O. » ; en el segon model s'hi troba el nom sencer sota la forma « ST.EP’.ANO.S. ». Les dues monedes porten al revers l'efígie del rei Ormazd IV.
Durant la guerra romano-persa del 602-628 entre l'Imperi d'Orient i l'Imperi sassànida, Stephanos, encara que cristià ortodox, va restar fidel al seu sobirà el « rei dels reis » Khosro II, (Còsroes II) el successor de Ormazd IV. En el moment de la seva gran ofensiva en Transcaucàsia destinada a atacar l'Imperi persa pel darrere, Heracli I va deixar a càrrec del seu aliat Ziebil, kan dels khàzars, reduir Ibèria.
Un contingent romà d'Orient secundat per una horda de 40 000 khàzars va destrossar l'Aghuània (Azerbaidjan). A l'estiu del 627, els aliats van atacar Tiflis. La ciutat fou conquerida després de dos mesos de setge, sent saquejada i la població massacrada. El kan va enviar a Heracli I com a trofeu el crani de Stephanos segons el costum dels pobles de les estepes.
L'emperador romà d'Orient va entronitzar llavors al lloc del guaràmida a Adarnases I de Kakhètia, príncep de Kakhètia i descendent en línia directa del rei Bakur III d'Ibèria i de l'antiga dinastia dels « cosròides ».
Segons Cyril Toumanoff, Stephanos I fou el pare de Guaram, príncep de Kalarzene-Javakhètia del 627 al 693, que esdevingué príncep-primat d'Ibèria per compte del Califa del 684/685 al 689, i a continuació per compte de l'Imperi Romà d'Orient de 689 a 693.